# The Flying Luttenbachers
I Flying Luttenbachers sono stati un gruppo musicale strumentale fondato a Chicago nel 1991 e guidato da Weasel Walter.
Weasel Walter (nome vero Christopher Todd Walter, nato a Rockford, Illinois, il 18 maggio 1972) fonda il gruppo nel dicembre 1991 insieme a Hal Russell e Chad Organ. Nel giugno 1992 Russell lascia il gruppo e viene sostituito da Ken Vandermark.
Il gruppo è stato coadiuvato da numerosi esponenti della musica sperimentale, del rock e del free jazz. Tra questi vi sono Fred Lonberg-Holm, Jeb Bishop, Mick Barr. Inoltre nel corso dei tour la band ha suonato con The Locust, Arab On Radar, Lightning Bolt, Bobby Conn, Wolf Eyes, Erase Errata e altri.
La band ha tenuto l'ultimo concerto nel novembre 2006, mentre si è sciolta ufficialmente solo un anno dopo (novembre 2007).

## Discografia

### Album
- 1992 - Destructo Noise Explosion!: Live at WNUR 2-6-92
- 1994 - Constructive Destruction
- 1995 - Destroy All Music
- 1996 - Revenge
- 1996 - Live in the Middle East (cassetta)
- 1998 - Gods of Chaos
- 1998 - Retrospektiw III
- 1999 - ...The Truth Is a Fucking Lie...
- 2000 - Alptraum
- 2001 - Trauma
- 2002 - Infection and Decline
- 2002 - Retrospektiw IV
- 2003 - Systems Emerge from Complete Disorder
- 2004 - The Void
- 2005 - Spectral Warrior Mythos Volume 1
- 2006 - Cataclysm
- 2007 - Incarceration by Abstraction
- 2019 - Shattered Dimension